# S-8

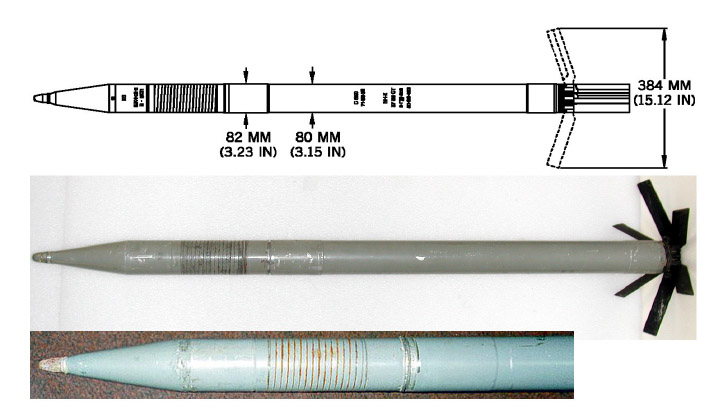
Um S-8/B-8 foguete KOM HEAT/fragmentação.

O B-8/S-8 é um foguete desenvolvido pela Força Aérea Soviética para uso em aeronaves militares. Continua em serviço na Força Aérea Russa e para diversos consumidores de exportação. 
Desenvolvido nos anos de 1970, o B-8 é um foguete 80 mm (3.1 in) utilizado em caças bombardeios e helicópteros. O sistema entrou em serviço em 1984, sendo produzido em uma variedade de subtipos com diferentes ogivas, incluindo HEAT anti-blindagem, fragmentação, fumaça, incendiaria, além de variantes especializadas como o S-8BM para destruição de estradas e o 
S-8DM com combustível aéreo. Cada foguete tem entre 1,5 e 1,7 metros de comprimento e pesam entre 11.3 kg (25 lb) e 15.2 kg (33.5 lb), dependendo do tipo de ogiva e pavio. O alcance fica entre 2 e 4 quilômetros (1.3 a 2.6 mi).
Possui nominativo duplo, podendo ser designado pela letra "B" ou "S". O "B" significa o tipo de base de disparos, o "pod" que, em geral, possui entre 7 e 20 foguetes. 

## Especificações
| Designação | Tipo             | Comprimento total | Peso de lançamento | Peso da Ogiva                  | Alcance                              | Notas                                                                   |
| ---------- | ---------------- | ----------------- | ------------------ | ------------------------------ | ------------------------------------ | ----------------------------------------------------------------------- |
| S-8KO      | HEAT             | 1.57 m            | 11.3 kg            | 3.6 kg (0.9 kg de explosivos)  | 1.3 a 4 km                           | 400 mm contra RHA                                                       |
| S-8KOM     | HEAT             | 1.57 m            | 11.3 kg            | 3.6 kg (0.9 kg de explosivos)  | 1.3 a 4 km                           | 400 mm contra RHA. Velocidade de 610 m/s                                |
| S-8B       | Penetrante       | 1.5 m             | 15.2 kg            | 7.41 kg (0.6 kg de explosivos) | 1.2 a 2.2 km                         | 800 mm contra concreto reforçado.                                       |
| S-8BM      | Penetrante       | 1.54 m            | 15.2 kg            | 7.41 kg (0.6 kg de explosivos) | 1.2 a 2.2 km                         | 800 mm contra concreto reforçado. Velocidade de 450 m/s.                |
| S-8D       | FAE              | 1.66 m            | 11.6 kg            | 3.8 kg (2.15 kg de explosivos) | 1.3 a 3 km                           |                                                                         |
| S-8DM      | FAE              | 1.7 m             | 11.6 kg            | 3.8 kg (2.15 kg de explosivos) | 1.3 a 3 km                           | Equivalente a 5.5–6 kg de TNT. Velocidade de 590 m/s                    |
| S-8DF      | FAE              | 1.68 m            | 13.4 kg            | 5.5 kg (3.3 kg de explosivos)  | 1.3 a 4 km                           | Equivalente a 6 kg de TNT. Velocidade de 500 m/s                        |
| S-8 O      | Iluminante       | 1.63 m            | 12.1 kg            | 4.3 kg                         | 4 a 4.5 km                           | 2 megacandela ogiva flare                                               |
| S-8 OM     | Iluminante       | 1.63 m            | 12.1 kg            | 4.3 kg                         | 4 a 4.5 km                           | 2 megacandela ogiva flare queima em 30 segundos. Velocidade de 545 m/s. |
| S-8T       | Tandem-HEAT      | 1.7 m             | 13 kg              | 6.6 kg (1.6 kg de explosivos)  | 1.3 to 4 km                          | Tandem HEAT 400 mm contra RHA. Velocidade de 470 m/s                    |
| S-8P       | Chaff            | 1.63 m            | 12.3 kg            | 4.5 kg de chaff                | 2 a 3 km                             |                                                                         |
| S-8PM      | Chaff            | 1.63 m            | 12.3 kg            | 4.5 kg of chaff                | 2 a 3 km                             | 545 m/s de velocidade.                                                  |
| S-8S       | Flechette        | 1.612 m           | 13 kg              | 4.3 kg                         | 1.2 a 3.5 km                         | 2,000 flechettes em 5 bundles                                           |
| S-8TsM     | Marcação de alvo | 1.605 m           | 11.1 kg            | 3.6 kg                         | 1.3 a 2 km (heli) 1.3 a 3 km (plane) | Para marcação de alvo/rota com fumaça visível até 6 km de distância     |

Há uma versão atualizada, S-80FP, com comprimento de 1.428 m, peso inferior a 17kg e alcance de 6 km.